# Mao Trạch Dân
Mao Trạch Dân (tiếng Trung: (毛泽民; 3 tháng 4 năm 1896 - 27 tháng 9 năm 1943), tự Nhuận Liên (润莲), còn được gọi theo bí danh Chu Bân (周彬), là một nhà cách mạng Trung Quốc. Ông là một trong những lãnh đạo của nhà nước Cộng hòa Xô viết Trung Hoa ở Thụy Kim. Ông cũng là một trong những người em trai của lãnh tụ Trung Quốc Mao Trạch Đông.
Sinh ra tại Tương Đàm, tỉnh Hồ Nam, cũng như anh trai Mao Trạch Đông, Mao Trạch Dân cũng tham gia hoạt động cho Đảng Cộng sản Trung Quốc từ giai đoạn đầu. Thời kỳ Cộng hòa Xô viết Trung Hoa ở Thụy Kim, ông được cử lãnh đạo ngân hàng và làm Bộ trưởng Bộ Kinh tế Quốc dân.
Trong suốt Thế chiến thứ hai, ông được Ủy ban Trung ương đảng gởi tới Bắc Kinh vào năm 1938. Tuy nhiên, trên đường đi, ông và đồng chí Trần Đàm Thu bị quân phiệt Thịnh Thế Tài bắt giữ khi ở Ürümqi, Tân Cương. Mao Trạch Dân bị xử tử vào ngày 27 tháng 9 năm 1943.